# حباشة (السياني)

تعديل مصدري - تعديل

حباشة محلة تابعة لقرية الدمنة، التابعة لعزلة عميد الخارج بمديرية السياني إحدى مديريات محافظة إب في الجمهورية اليمنية.، بلغ تعداد سكانها 76 حسب تعداد اليمن لعام 2004.